# Rhodospatha falconensis
Rhodospatha falconensis — вид квіткових рослин із родини кліщинцевих (Araceae), роду Rhaphidophora. Це ліана, рідним ареалом якої є Венесуела (Фалькон).